# Pavlová
Pavlová (in ungherese Garampáld) è un comune della Slovacchia facente parte del distretto di Nové Zámky, nella regione di Nitra.